# Macellicephala
Macellicephala  (лат.) — род морских многощетинковых червей семейства Polynoidae из отряда Phyllodocida (Aphroditoidea). Около 20 видов.

## Описание
Тело короткое и широкое, состоит из 17—24 сегментов. Пальпы гладкие, удлинённые. Спину прикрывает 8-12 пар элитр, они плотные, кожистые; микроскульптура развита; параподии вытянутые; неврохеты прозрачные, плоские и длинные. Многочисленные нотохеты зазубренные по всей длине. На простомиуме одна пара антенн и глаза на омматофорах. Перистомальные усики с циррофорами. Простомиум разделён медиальным желобком на две части. Параподии двуветвистые. Все щетинки (сеты) простые. Некоторые виды, например, Macellicephala violacea встречаются в очень большом диапазоне глубин: от 40 до 8400 м.
- Подрод Macellicephala
  - Macellicephala ascidioides (McIntosh, 1885)
  - Macellicephala (Macellicephala) nigra (Hartman, 1967)
- Подрод Sinantenna
  - Macellicephala arctica (Knox, 1959)
  - Macellicephala macrophthalma (Fauvel, 1913)
- Другие
  - Macellicephala aciculata (Moore, 1910)
  - Macellicephala affinis Fauvel, 1914
  - Macellicephala alia Levenstein, 1978
  - Macellicephala annae Reyss, 1968
  - Macellicephala atlantica Støp-Bowitz, 1948
  - Macellicephala australis Wu & Wang, 1987
  - Macellicephala galapagensis Pettibone, 1985
  - Macellicephala longipalpa Uschakov, 1957
  - Macellicephala mirabilis (McIntosh, 1885)typus
  - Macellicephala violacea (Levinsen, 1887)
- Перенесённые в другие группы
  - Macellicephala abyssicola Fauvel, 1913 (Bathyeliasona abyssicola (Fauvel, 1913))
  - Macellicephala bicornis Levenstein, 1962 (Bathylevensteinia bicornis (Levenstein, 1962))
  - Macellicephala eltanina Hartman, 1967 (Harmothoe eltanina (Hartman, 1967))
  - Macellicephala grandelytris Levenstein, 1975 (Bathyfauvelia grandelytris (Levenstein, 1975))
  - Macellicephala hadalis Kirkegaard, 1956 (Bathykermadeca hadalis (Kirkegaard, 1956))
  - Macellicephala kirkegaardi Uschakov, 1971 (Bathyeliasona kirkegaardi (Uschakov, 1971))
  - Macellicephala polaris Uschakov, 1957 (Polaruschakov polaris (Uschakov, 1976))
  - Macellicephala zenkevitchi Uschakov, 1955 (Bathykurila zenkevitchi (Uschakov, 1955))